# Jitse Slump
Jitse Slump (Landgraaf, 9 juli 1999) is een Nederlandse dammer die zijn damloopbaan begon bij Eureka Heerlen. Hij speelde in de Nederlandse damcompetitie in de seizoenen 2013/14 en 2014/15 voor De Vaste Zet Geleen en vanaf het seizoen 2015/16 voor Damclub Schiedam. Op het wereldkampioenschap 2023 in Willemstad werd hij vijfde. Bij de Europese kampioenschappen 2021 en 2023, in Kortrijk en Chianciano Terme, won hij zilver.

## Jeugdkampioenschappen
Slump won in 2009 als laatstejaars welp zijn eerste titels met het Nederlands kampioenschap regulier tempo en het Europees kampioenschap sneldammen. 
Hij werd in 2015 bij de aspiranten in Tallinn Europees kampioen en in Beilen wereldkampioen. 
In 2016 eindigde hij zowel in het Europees als wereldkampioenschap junioren op de tweede plaats achter Martijn van IJzendoorn.
Hij werd in het Europees kampioenschap junioren in 2017 in Vitsebsk kampioen en eindigde in 2018 in Vilnius op de tweede plaats achter Michael Semianiuk. 

## Resultatenoverzicht
Hij nam vijf keer deel aan het Nederlands kampioenschap dammen met de volgende resultaten:
| Jaar | Locatie     | Uitslag |
| ---- | ----------- | ------- |
| 2017 | Urk         | 4e      |
| 2018 | Harlingen   | 9e      |
| 2020 | Kraggenburg | 5e      |
| 2023 | Drachten    | Brons   |
| 2024 | Drachten    | Zilver  |

Hij nam zes keer deel aan het Europees kampioenschap dammen met de volgende resultaten: 
| Jaar | Locatie          | Uitslag |
| ---- | ---------------- | ------- |
| 2014 | Tallinn          | 37e     |
| 2016 | Izmir            | 10e     |
| 2018 | Moskou           | 6e      |
| 2022 | Kortrijk         | Zilver  |
| 2024 | Chianciano Terme | Zilver  |

Hij nam drie keer deel aan het wereldkampioenschap dammen met de volgende resultaten: 
| Jaar | Locatie      | Uitslag |
| ---- | ------------ | ------- |
| 2019 | Yamoussoukro | 9e      |
| 2021 | Tallinn      | 9e      |
| 2023 | Willemstad   | 5e      |
| 2025 | Yaoundé      | Zilver  |